# Philonotis polymorpha
Philonotis polymorpha là một loài rêu trong họ Bartramiaceae. Loài này được Müll. Hal. Kindb. mô tả khoa học đầu tiên năm 1889.